# Нарат-Асты (Сармановский район)
Нарат-Асты — деревня в Сармановском районе Татарстана. Входит в состав Чукмарлинского сельского поселения.

## География
Находится в восточной части Татарстана на расстоянии приблизительно 6 км на запад-северо-запад по прямой от районного центра села Сарманово у речки Иганя.

## История
Известна с 1719-1722 годов.
В «Списке населенных мест по сведениям 1870 года», изданном в 1877 году, населённый пункт упомянут как деревня Наратасты 4-го стана Мензелинского уезда Уфимской губернии. Располагалась при речке Игине, по левую сторону коммерческого тракта из Бирска в Мамадыш, в 65 верстах от уездного города Мензелинска и в 50 верстах от становой квартиры в селе Бережные Челны. В деревне, в 38 дворах жили 279 человек (татары, 130 мужчин и 149 женщин), была водяная мельница. Жители занимались деланием саней и дровней.

## Население
Постоянных жителей было: в 1870 - 279, в 1913 - 606, в 1920 - 563, в 1926 - 439, в 1938 - 238, в 1949 - 169, в 1958 - 188, в 1970 - 190, в 1979 - 145, в 1989 - 72, 69 в 2002 году (татары 99%), 49 в 2010.